# Konačna sudbina svemira
Konačna sudbina svemira obuhvaća tri glavne teorije. 

## Prva teorija
Prema prvoj nazvanoj veliko hlađenje (eng. Big Freeze) smatra se da će se svemir stalno širiti te na kraju završiti u stanju toplinske smrti. U tom scenariju, količina međuzvjezdane tvari (plinova) bit će sve manja, sve će se manje zvijezda stvarati te će na kraju nestati i zadnji bijeli patuljci, kao najdugovječnije zvijezde. Preostat će smeđi patuljci i planeti. No, daljnjim raspadom materije, pri čemu je glavno pitanje vijek života protona (1033 ili 1034 godina), preostat će samo zračenje i crne jame. Zbog Hawkingova zračenja i vijek crnih jama nije beskonačan pa se na kraju smatra da bi u takvom scenariju moglo preostati tek pokoja čestica i zanemarivo malo zračenja, tj. jedna velika praznina.

## Druga teorija
Druga teorija nazvana veliko sažimanje (eng. Big Crunch) podrazumijeva da će se zbog količine materije (i tamne tvari kao i tamne energije) svemir početi sakupljati i približavati se ponovno točki singulariteta, te će na kraju postati mjesto enormnih temperatura i zračenja. Ova teorija dopušta da se iz takvog sažimanja ponovno u prasku razvije novi svemir, no to je tek spekulacija.
Sredinom 1950-ih godina postojala je i teorija stalnog stanja, čiji je glavni zagovornik bio astronom Fred Hoyle, no kasnijim mjerenjima pozadinskog zračenja i crvenog pomaka udaljenih galaktika ta je teorija ipak ostala samo lijepi pokušaj da se objasni svemir. Prema istoj, svemir se zaista širi, ali u vakuumu se stalno i spontano stvaraju nove čestice.

## Treća teorija
Treća teorija koja se još naziva i veliko kidanje (eng. Big Rip) predviđa scenarij u kojem će se svaka struktura u svemiru raspasti do posljednjeg atoma. Alternativno, takva se mogućnost pretpostavlja ako tamna energija nije konstantna, već raste u vremenu. Ako se tamna energija smanjuje u vremenu, to bi dovelo do kontrakcije svemira nazvanog Big Crunch.